# Spilogona aerea
Spilogona aerea este o specie de muște din genul Spilogona, familia Muscidae. A fost descrisă pentru prima dată de Fallen în anul 1825. Conform Catalogue of Life specia Spilogona aerea nu are subspecii cunoscute.